# Nadia Lutfi
Pour les articles homonymes, voir Lutfi.
Nadia Lutfi, en arabe : نادية لطفي, née le 3 janvier 1937 au Caire et morte le 4 février 2020 dans la même ville, est une actrice égyptienne, icône de l'âge d'or du cinéma égyptien.

## Biographie
Nadia Lutfi naît Paula Mohamed Mostafa Shafiq le 3 janvier 1937 en Égypte,. Elle commence à jouer au théâtre à l'âge de dix ans. Elle entre comme actrice dans le monde cinématographique sous l'impulsion du réalisateur Ramsès Naguib, qui détermine son nom de scène. Dans un de ses premiers rôles au cinéma dans le film Soultan sorti en 1958, elle est une jeune journaliste kidnappée la nuit de ses noces et qui affronte avec détermination cette situation.

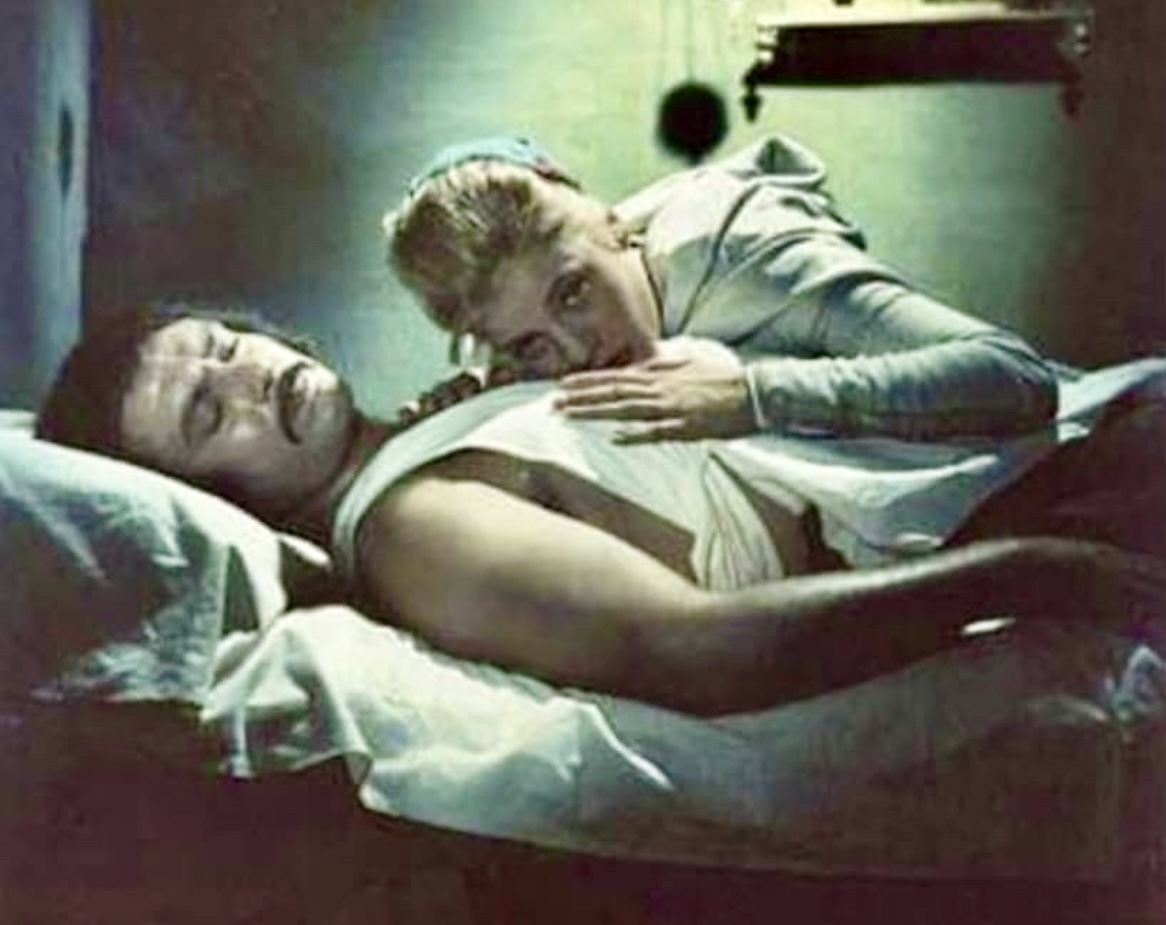
Nadia Lutfi et Salah Zoulficar dans Saladin (1963)

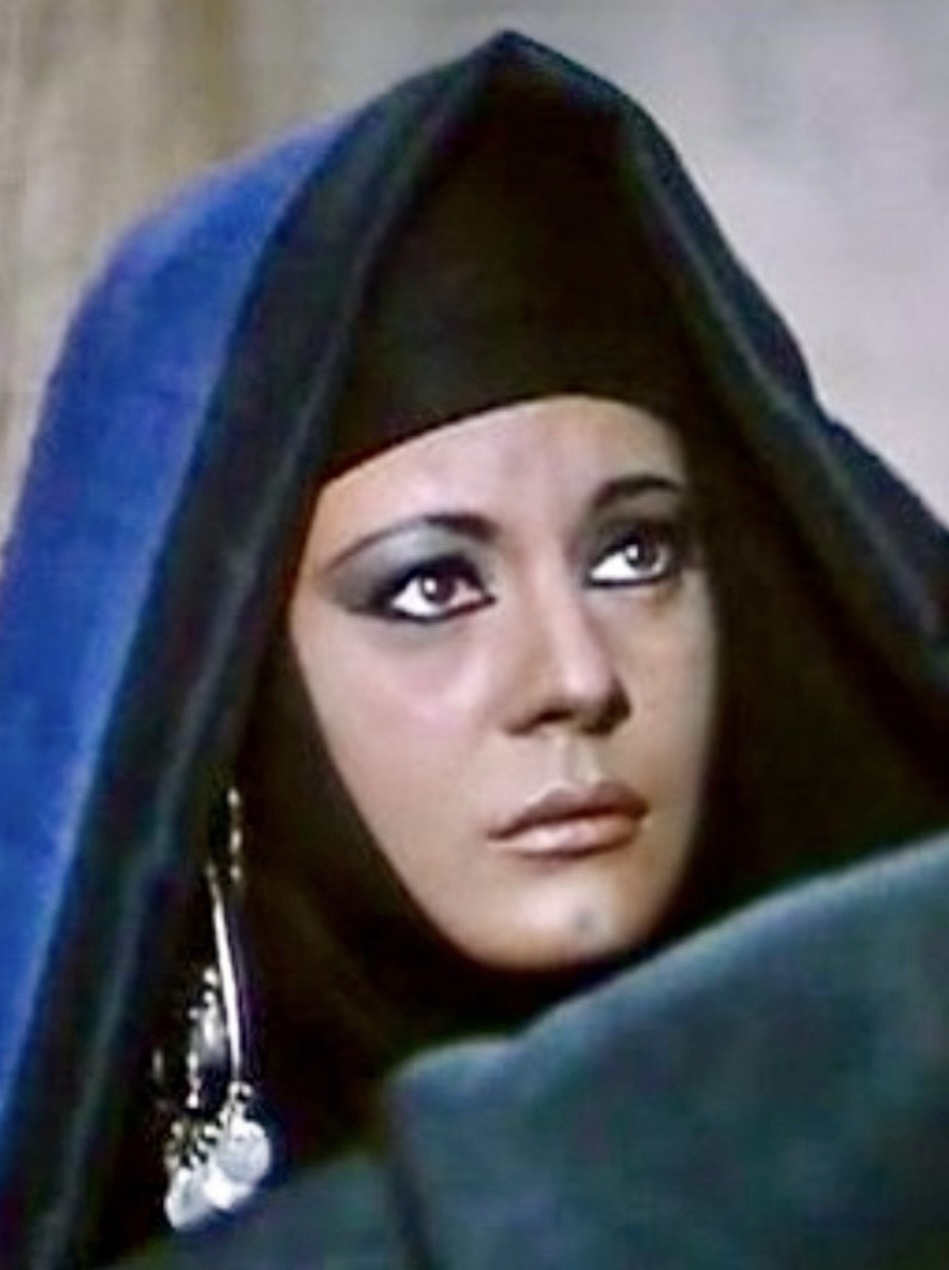
Nadia Lutfi dans La Momie (1969)

Elle est ensuite l'héroïne d'une centaine de films. En 1969, dans le chef-d'œuvre de Shadi Abdessalam, La Momie, le personnage qu'elle interprète ne prononce pas un mot, et impose sa présence par son seul regard. 
Elle meurt début février 2020 à l'âge de 83 ans,.

## Filmographie
La filmographie de Nadia Lutfi, comprend, entre autres, les films suivants : 
- 1981 : Al-akmar
- 1978 : Rehla dakhel emraa
- 1977 : Where Do You Hide the Sun?
- 1977 : Wa sakatat fe bahr el-asal
- 1975 : Badiaa Masabny
- 1973 : Zohour baria
- 1972 : La Visiteuse
- 1970 : Regal bila Malameh
- 1969 : Abi foq al-Shagara
- 1969] : La Momie
- 1968 : Ayyam el-hob
- 1968 : How to Rob a Millionaire
- 1968 : Thalass kassas
- 1967 : Bint shakieh
- 1967 : El saman wal karif
- 1967 : Endama nouheb
- 1967 : Garima fil hay el hady
- 1967 : Gharamiate magnoun
- 1967 : Kasr El Shawk
- 1967 : The Long Nights
- 1966 : A Widow Is Required
- 1966 : The Impossible
- 1966 : Unfaithfulness
- 1966 : The Enemy of Women
- 1965 : For Men Only
- 1965 : The Private Teacher
- 1965 : Alone with My Tears
- 1964 : A Souvenir of Life
- 1964 : Love, Pleasure, and Youth
- 1964 : The Girls' Revolution
- 1964 : The Years of Love
- 1964 : Unforgettable Love
- 1963 : A Bachelor's Life
- 1963 : A Student's Diary
- 1963 : Saladin
- 1963 : Marriage in Danger
- 1963 : Struggle of Giants
- 1963 : The Dark Glasses
- 1963 : Without an Appointment
- 1962 : Come Back Mother
- 1962 : Days Without Love
- 1962 : The Judge of Love
- 1962 : Le Soleil ne s'éteint pas
- 1962 : The Sin
- 1961 : Giants of the Sea
- 1961 : Mon seul amour
- 1961 : Part Virgin
- 1961 : The Seven Girls
- 1961 : Wonderful Memories
- 1959 : À toi pour toujours
- 1958 : Soultan
- 1958 : Cairo Station